# Museo delle relazioni interrotte
Il Museo delle relazioni interrotte (in lingua croata: Muzej prekinutih veza; in inglese: Museum of Broken Relationships) è un museo sociologico situato a Zagabria, capitale della Croazia, dedicato alle storie d'amore terminate. L'esposizione si basa su oggetti personali donati al museo da ex amanti, accompagnati da una breve descrizione.
Il museo nasce da un'esposizione itinerante di oggetti donati, che poi ha trovato la sua collocazione permanente nella città alta di Zagabria.
Nel 2011 l'iniziativa ha ricevuto il premio Kenneth Hudson per il museo più innovativo d'Europa.

## Storia
Il museo è stato fondato dalla produttrice cinematografica Olinka Vištica e dallo scultore Dražen Grubišić, entrambi di Zagabria. Al termine della loro storia d'amore durata quattro anni, i due artisti croati scherzano sull'istituzione di un museo per ospitare i propri oggetti personali lasciati. Dopo tre anni Grubišić ricontattò Vištica per riproporle l'idea, ma questa volta sul serio. I due iniziarono così a chiedere ai propri amici di donar loro gli oggetti-ricordo delle ex relazioni, fino a quando non venne a crearsi una vera e propria collezione, che fu esposta al pubblico per la prima volta nel 2006 nella Gipsoteca di Zagabria, in occasione del 41º Salone d'arte di Zagabria.

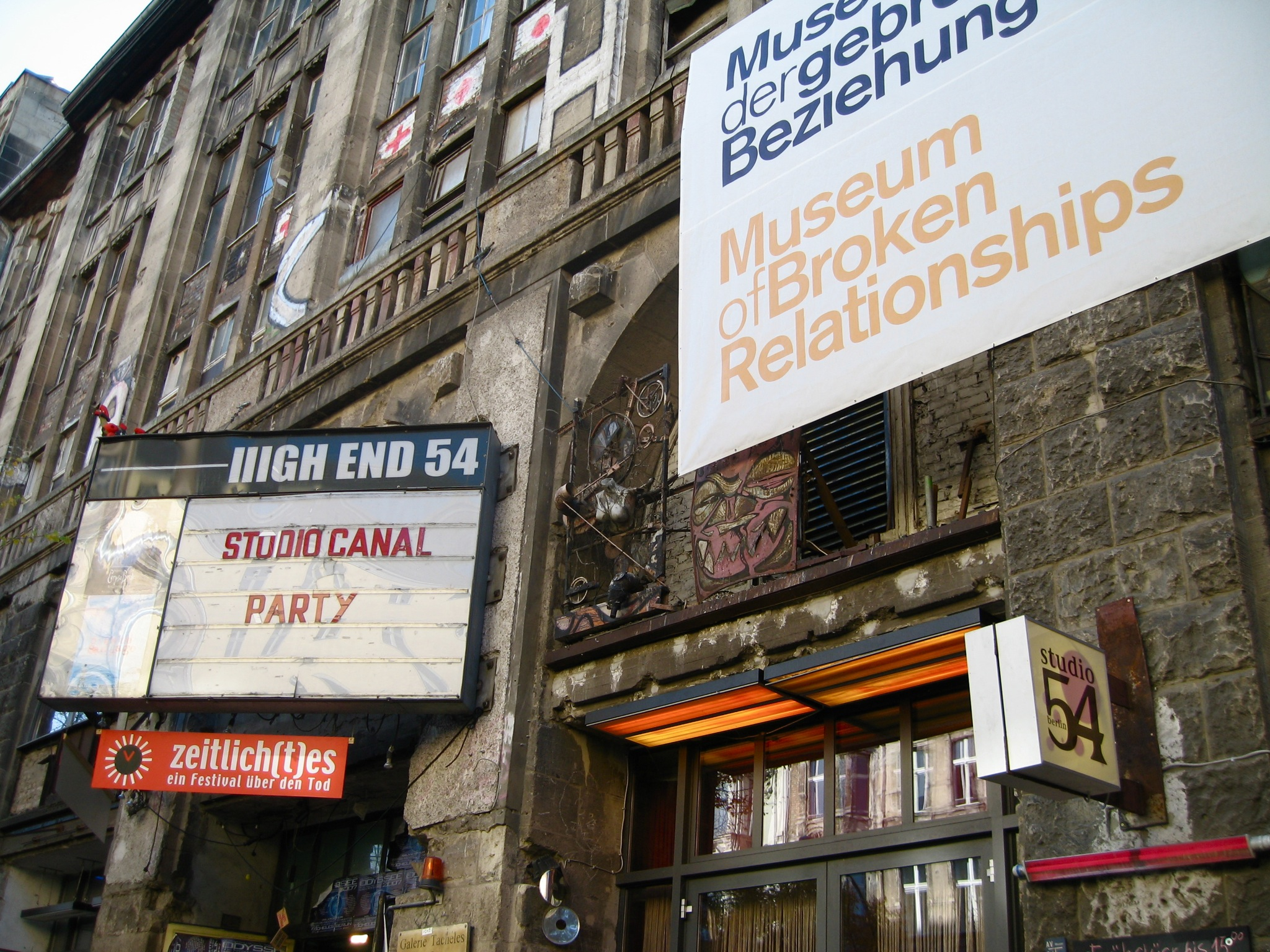
Il museo delle relazioni interrotte ospitato alle Kunsthaus Tacheles di Berlino nel 2007.

Negli anni seguenti, la collezione è stata mostrata in un tour mondiale, con esposizioni in Argentina, Bosnia-Erzegovina, Germania, Macedonia, Filippine, Serbia, Singapore, Slovenia, Sud Africa, Turchia, Regno Unito e Stati Uniti d'America: tra il 2006 e il 2010 la collezione è stata visitata da più di 200.000 persone. Durante il tour, sono stati raccolti nuovi oggetti donati dal pubblico, di cui più di 30 solo nella mostra organizzata a Berlino nel 2007.
Nel frattempo, dopo vari tentativi senza successo presso il Ministero della cultura croato al fine di trovare una sistemazione temporanea del museo, Vištica e Grubišić decisero di investire le proprie risorse per affittare uno spazio di 300 metri quadri nel centro della città alta di Zagabria, realizzando così il primo museo della città gestito da privati. Il museo fu finalmente aperto nell'ottobre 2010, rivelandosi un luogo popolare soprattutto fra i turisti stranieri, non solo per la sua tematica originale, ma anche perché il museo è sempre aperto tutta la settimana, a differenza di altri musei della città.
Nel 2016 è stata aperta una filiale del museo a Los Angeles.

## Descrizione

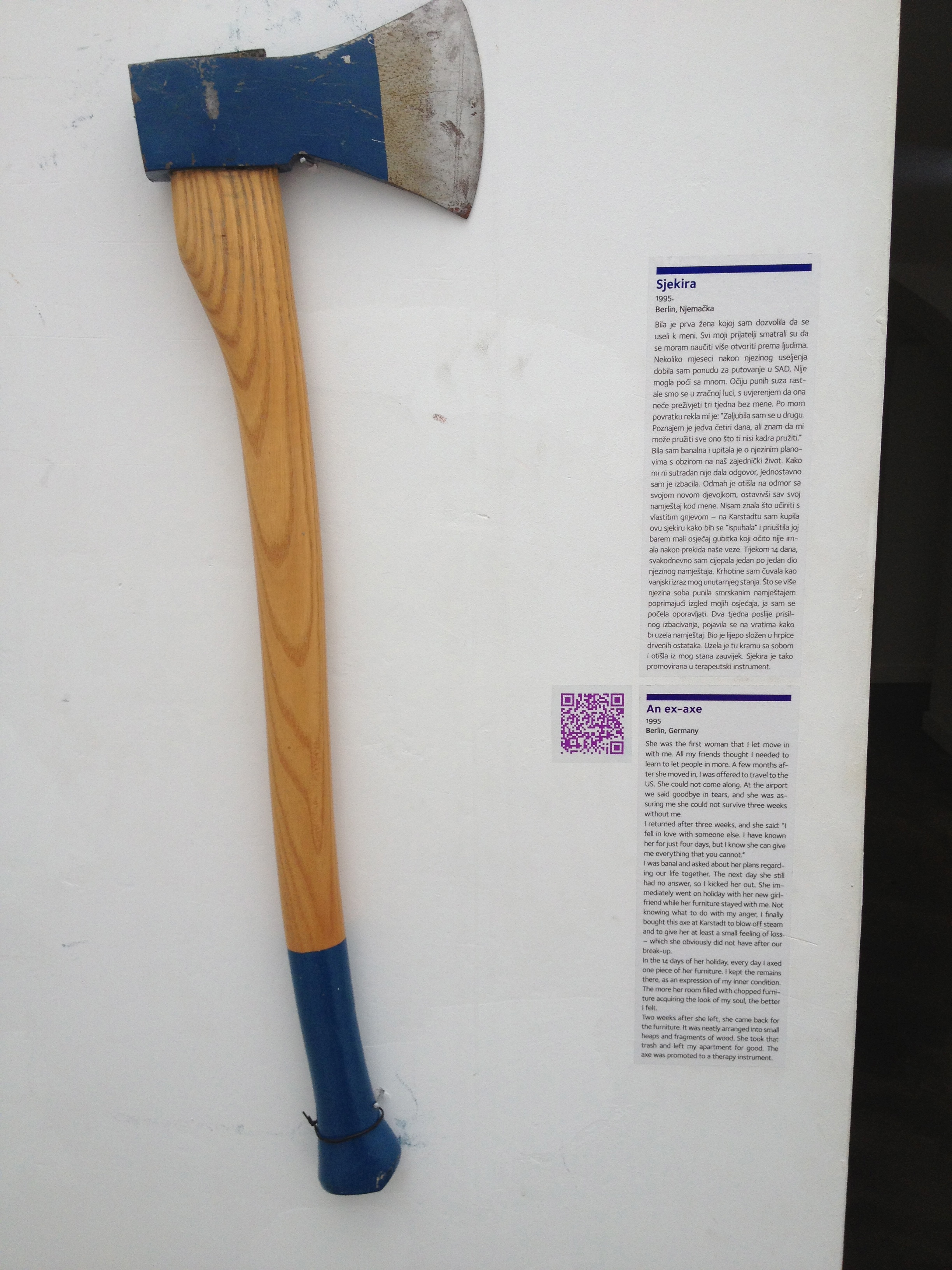
Questo oggetto, descritto come "ex-ascia", fu donato da una donna di Berlino. Venne utilizzata per distruggere l'arredamento di casa di una donna lasciata dalla propria compagna per un'altra. Due settimane dopo essersene andata, la donna tornò per riprendersi i mobili ma scoprì che erano stati ridotti a pezzi e ordinati in piccoli cumuli. La donna raccolse i resti e lasciò libero l'appartamento. L'ascia è descritta come "strumento terapeutico".

Il Museo delle relazioni interrotte è descritto dai suoi fondatori come un "concetto di arte che procede dal presupposto (scientifico) che gli oggetti (nel senso più ampio, cioè la materia nel suo complesso) possiedono caratteristiche integrate (ovvero "ologrammi" di ricordi ed emozioni), e intende creare uno spazio di "memoria sicura" o "ricordo protetto", al fine di preservare il patrimonio materiale e immateriale dei rapporti interrotti".
Il museo si divide in tre sezioni: "reperti materiali", "museo virtuale in rete" e "confessionale".
Reperti materialiLa sezione comprende oggetti e documenti, come fotografie, lettere e messaggi. I reperti sono presentati con la data e il luogo della relazione, oltre alle annotazioni da parte dei loro donatori anonimi. A causa dello spazio limitato, alcuni oggetti possono essere sistemati nell'archivio o trasferiti nella parte virtuale del museo.
Museo virtuale in reteIn questa sezione i visitatori registrati possono "donare" le proprie esperienze al museo, caricando immagini e documenti. I donatori possono decidere se condividere la propria testimonianza con gli altri visitatori del museo.
ConfessionaleÈ la parte interattiva del museo, in cui i visitatori possono conservare i propri oggetti o messaggi, o registrare le loro confessioni in uno spazio ristretto e intimo.

## Premi e riconoscimenti
Nel maggio 2011, il Museo delle relazioni interrotte ha ricevuto il premio Kenneth Hudson, conferito dal Forum dei Musei Europei (EMF) al "museo, persona, progetto o gruppo di persone che hanno dimostrato la più insolita, audace e, forse, controversa esposizione che sfida la percezione comune del ruolo dei musei nella società", affermando la " importanza della qualità pubblica e l'innovazione come elementi fondamentali di un museo di successo".
Nel conferire il premio la giuria dell'EMF ha osservato che «Il Museo delle relazioni interrotte favorisce la discussione e la riflessione non solo sulla fragilità dei rapporti umani, ma anche sulle circostanze politiche, sociali, e culturali che circondano le storie raccontate. Il museo rispetta la capacità del pubblico di comprendere più ampie questioni storiche, sociali inerenti a diverse culture e identità, e fornisce una catarsi per i donatori su un livello più personale».